# Sango (InuYasha)
Sango je lik iz animea i mange Inuyasha. Njezino ime znači "koralj".

## Priča
Sango je od malena živjela sa svojim ocem, Kilalom i mlađim bratom Kohakuom (nije poznato što je bilo s njezinom majkom) u selu koje se većinom bavilo izrađivanjem oružja od kostiju i oklopa demona koje su donijeli lovci na demone sa svršenih zadataka. Selo u kojemu je odrasla bilo je pod zaštitom lovaca koji su u njemu živjeli tako da je Sango većinom imala mirno djetinjstvo. Sangina se obitelj bavila lovom na demone pa je ona odlučila nastaviti obiteljsku tradiciju. Njezin brat Kohaku je također trenirao s njom.
S 11 godina je dobio svoj prvi zadatak u dvorcu daimya (feudalnog gospodara) koji je bio napadnut od strane divovskog demonskog pauka. Sango, otac i ostali lovci su bili s njim i uspjeli svladati demona. Kohaku ga je samo trebao dokrajčiti, no odjednom je nešto pošlo krivo i on je pobio sve lovce na demone osim Sango koja je shvatila što se događa i uspjela izbjeći njegove napade. Ubrzo je shvatila da Kohakuom zapravo upravlja daimyo koji je promatrao borbu iz blizine, ali kada ga je pokušala ubiti Kohaku ju je ranio u leđa svojim srpom. Daimyovi samuraji su zatim ubili oboje strijelama. Daimyo ipak nije bio siguran jer ga je ubio njegov sin, Hitomi Kagewaki, koji je shvatio da mu je otac opsjednut. Žaleći lovce na demone, naredio je da ih se pokopaju u kutu dvorca.
Sutradan se Sango izvukla iz groba, a kada je Hitomi to primijetio pobrinuo se za njezine rane. Još uvijek ozlijeđena, Sango je čula kako Naraku razgovara s Hiromiem govoreći mu da je, dok su lovci na demone bili odsutni, poludemon zvan Inuyasha pobio cijelo selo. Sango je odlučila pronaći Inuyashu unatoč svojim ozljedama i osvetiti obitelj i selo. Naraku joj se ponudio biti vodič i odvesti ju do Inuyashe. Također joj je dao dio dragulja četiri duše za dodatnu snagu. Kada su konačno pronašli Inuyashu u pratnji ostalih Sango je krenula u napad. Iako se borba odvijala više u Sanginu prednost, Inuyasha je ubrzo shvatio da su njezina prednost dimne bombe (od kojih se ona sama zaštitila posebnom maskom) i uspio joj skinuti masku. Nakon toga ju je izvukao iz vlastitog dima i objasnio joj da ju je Naraku prevario. Sam Naraku je priznao da je on rekao demonima da su lovci na demone odsutni i tako nesposobni da obrane selo. Sango je primijetila da Naraku bježi, ali nije bila u mogućnosti da se bori. Miroku ga je ipak uspio ubiti, ali se ispostavilo da je to zapravo bila demonska lutka (Narakuov klon kojim on upravlja na sigurnom mjestu). Sango se nakon toga odlučila pridružiti Inuyashinoj grupi u potrazi za Narakuom.

## Oružja
Njezino je glavno oružje ogromni bumerang zvan Hiraikotsu kojeg obično nosi iza leđa. Hiraikotsu je poprilično težak, ali ga ona uspijeva s lakoćom bacati. Osim njega ima katanu (koju koristi kada joj Hiraikotsu nije pri ruci). Među oružjem također ima dimne bombe, bodež iz rukava i otrove protiv demona.

## Odijelo
Kada nije u borbi, Sango nosi ružičasti kimono sa zelenom pregačom i plavom vrećom u kojoj drži oklop i koju nosi poput ruksaka. Kada je u borbi onda nosi crno odijelo s nekoliko ružičastih dijelova oklopa (kosa joj je tada svezana u rep) i ponekad svoju masku protiv dima iz dimnih bombi.